# تشا جي-هو
تشا جي-هو (هانغل: 차지호) هو لاعب كرة قدم كوري جنوبي في مركز الوسط، ولد في 23 مارس 1983 في سول في كوريا الجنوبية. شارك مع منتخب كوريا الجنوبية تحت 23 سنة لكرة القدم ومنتخب كوريا الجنوبية لكرة القدم. أما مع النوادي، فقد لعب مع بوهانغ ستيلرز ورواسو كوماموتو ونادي بوسان أي بارك ونادي لين.

## وصلات خارجية
- تشا جي-هو على موقع رابطة كرة القدم اليابانية للمحترفين (اليابانية)
- تشا جي-هو على موقع Soccerway.com (الإنجليزية)